# أندي دوي
أندي دوي (بالإنجليزية: Andy Dowie)‏ (25 مارس 1983 في المملكة المتحدة - ) هو لاعب كرة قدم بريطاني في مركز الدفاع. شارك مع منتخب اسكتلندا تحت 21 سنة لكرة القدم. أما مع النوادي، فقد لعب مع دونفرملين أثلتيك وكوين أوف ساوث ونادي بارتيك ثيسل ونادي بريتشين سيتي ونادي روس كاونتي ونادي رينجرز ونادي سترنرير ‏.

## وصلات خارجية
- أندي دوي على موقع قاعدة بيانات كرة القدم.إي يو (الإنجليزية)
- أندي دوي على موقع Soccerbase.com (لاعب) (الإنجليزية)